# Єжи Ян Пахльовський
Єжи Ян Пахльовський (пол. Jerzy Jan Pachlowski; нар. 15 травня 1930, Краків — пом. 3 квітня 2012, Щецин) — польський прозаїк, перший чоловік української поетеси Ліни Костенко, батько української письменниці та культуролога Оксани Пахльовської.
Після здобуття в 1950 році середньої освіти закінчив літературний інститут ім. Максима Горького в Москві. Від 1956 року мешкав у Щецині. Був редактором  (1956—1958) щоденної газети «Głos Szczeciński» («Голос Щеціна»), а також тижневика «Ziemia i Morze» («Земля і море»).
У 1958—1964 рр. працював рибалкою на суднах далекого плавання.
У 1976–1981 рр. був головою відділу Спілки польських письменників в Щецині.  1989 року став співзасновником Спілки польських письменників й Громадянського Комітету порозуміння в Щецині. 
Писав оповідання на морську тематику, ессеї про повоєнне життя в Щецині, редагував твори литовських письменників. 
Помер 3 квітня 2012 року, похований у родинному склепі в Кракові.

## Творчість
- Delfiny idą pod wiatr (1963)
- Ryby i słońce (1971)
- Opowiadania morskie (1977)
- Wołanie horyzontów (1977)
- Na krawędzi wody (1991)

## Нагороди
- Нагорода імені Маріуша Заруського;
- Нагорода імені Джозефа Конрада;
- Літературна нагорода міста Щецин.